# Efeito memória

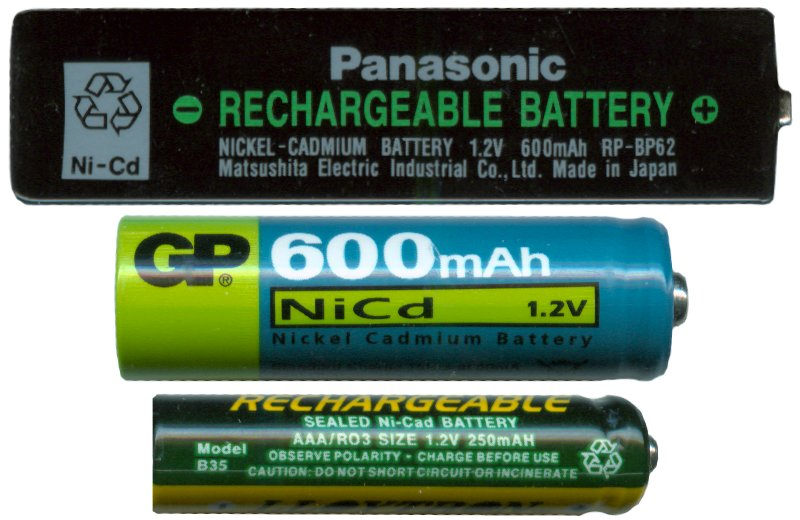
Baterias

Efeito memória, também conhecido como vício de bateria, ocorre em algumas baterias mais antigas como as níquel cádmio (NiCd), enquanto em outros tipos não, como é o caso das de íon lítio. Sem o devido cuidado nas recargas, as baterias que são propensas ao efeito, parecem adquirir uma capacidade de carga cada vez menor. O efeito acredita-se, seja causado por modificações químicas sofridas pelos materiais utilizados na confecção das células (por exemplo, a formação de cristais de Cádmio).
Para aumentar a vida útil das baterias sujeitas ao efeito, deve-se sempre descarregá-las até que tensão atinja o valor indicado pelo fabricante (cerca de 1,55 V para as baterias de NiCd) antes de submetê-las a um novo ciclo de carga.
Circulam muitos mitos sobre formas de se recuperar baterias afetadas pelo efeito memória, nenhum dos quais se revela eficaz. Um dos mitos bastante difundido, afirma que descarregar completamente uma bateria de NiCd e submetê-la a seguir a um ciclo longo de carga, pode reverter o efeito memória que a acomete. Tal afirmação se revela falsa e danosa para as baterias deste tipo, que jamais devem ser descarregadas por completo nem armazenadas quando a carga estiver baixa, sob pena de lhes causar danos permanentes.
Outros problemas que afetam a capacidade de carga das baterias são comumente confundidos com o efeito memória, entre os quais podemos citar o envelhecimento da bateria devido a reações químicas secundárias, perda de eletrólito, curtos-circuitos internos e a reversão de polaridade das células. 
Hoje, as fabricantes usam novas baterias que são feitas de íon-Lítio, como as Li-ion adotadas pela Samsung, e Li-Po (polímero de Lítio) que são usadas em iPhones, mas o custo para a fabricação deste é muito grande. Essas baterias por exemplo não viciam com problemas básicos como "deixar o celular descarregar até o 0%", "não carregar muitas vezes", "deixar carregar a noite toda vicia", você pode carregar à hora que quiser e quando quiser. Entretanto, todas as baterias tem vida útil, estima-se que a cada mil recargas podem ter um pequeno efeito, e cada dez mil já podem ser vistos os efeitos, além de poderem estarem velhas que muda drasticamente a duração com cerca de 2 anos.